# Шеф Французских Южных и Антарктических территорий
Шеф дистрикта Французские Южные и Антарктические территории (фр. Chef de district est une fonction de l'administration des Terres australes et antarctiques françaises) — глава заморских особых административно-территориальных образований Франции на островах Сен-Поль, Амстердам, Земля Адели, Острова Крозе, Острова Эпарсе, Архипелаг Кергелен.

## Описание
Шеф дистрикта — официальный представитель французской республики, в первую очередь, обеспечивает постоянное представительство государства в Французских Южных и Антарктических территорий. Шеф дистрикта универсален по своим функциональным обязанностям, он выполняет судебные, таможенные и почтовые государственные и административные функции. Шеф дистрикта Французские Южные и Антарктические территории выберется на один год из гражданских или военных добровольцев, в основном государственных служащих или унтер-офицеров. Шеф дистрикта не имеет права возвращения из Французских Южных и Антарктических территорий в течение года. Также ему запрещено брать на острова семью. Процедура найма шефа проводится ежегодно на конкурсной основе. Она начинается с подачи объявления о наборе, это объявление подается в конце года (обычно в ноябре). Объявление обычно подается на профильных сайтах.

## Список шефов дистрикта
- 1-я миссия (1948 год): экспедиция на борту корабля «Комендант-Шарко». Шеф — Максимельян Дугуета
- 2-я миссия (1949):  экспедиция на борту корабля «Комендант-Шарко». Шеф — Максимельян Дугует
- 3-я миссия (1950): база Порт-Мартина. Шеф — Андре-Франк Льотард
- 4-я миссия (1951): база Порт-Мартина. Шеф — Мишель Барр
- 5-я миссия (1952): база Маррет. Шеф — Марио Маррит
- 6-я миссия (1956): база Дюмон д'Юрвиль. Шеф — Роберт Гиллард
- 7-я миссия (1957): Шеф — Бертран Имберт
- 8-я миссия (1958): Шеф — Гастон Руильон
- 9-я миссия (1959): Шеф — Рене Мерле
- 10-я миссия (02.1960 - 02.1961): Шеф — Альфред Ф.А.
- 11-я миссия (02.1961 - 02.1962): Шеф — Фернан Дижон
- 12-я миссия (02.1962 - 01.1963): Шеф — Рене МЕРЛЕ
- 13-я миссия (01.1963 - 01.1964): Шеф — Роберт ГИЛЛАРД
- 14-я миссия (01.1964 - 03.1965): Шеф — Жан МОРИН
- 15-я миссия (03.1965 - 03.1966): Шеф — Клод ЛОРИУС
- 16-я миссия (03.1966 - 03.1967): Шеф — Рене МЕРЛЕ
- 17-я миссия (03.1967 - 02.1968): Шеф — Андре ХУГРОН
- 18-я миссия (02.1968 - 03.1969): Шеф — Фернан д'Аммато
- 19-я миссия (03.1969 - 01.1970): Шеф — Жан-Франсуа GUYADER
- 20-я миссия (01/70 - 01/71): Шеф — Клод ВОЛКК
- 21-я миссия (01/71 - 02/72): Шеф — Бернард БАРРИВАНД
- 22-я миссия (02/72 - 12/72): Шеф — Роберт ГИЛЛАРД
- 23-я миссия (12/72 - 12/73): Шеф — Жан-Пьер ЯККИН
- 24-я миссия (12/73 - 02/75): Шеф — Бернард БАРРИВАНД
- 25-я миссия (02/75 - 12/75): Шеф — Клод ВОЛКК
- 26-я миссия (12/75 - 01/77): Шеф — Ален ДЮРЕТ
- 27-я миссия (01/77 - 01/78): Шеф — Роберт ГИЛЛАРД
- 28-я миссия (01/78 - 12/78): Шеф — Жан-Клод ЧАКУН
- 29-я миссия (12/78 - 01/80): Шеф — Ален ДУРЕТ
- 30-я миссия (01/80 - 12/80): Шеф — Бернард СТАНГУЕННЕК
- 31-я миссия (12/80 - 12/81): Шеф — Роберт ЧАХОН
- 32-я миссия (12/81 - 12/82): Шеф — Бернард ПОНТОИЗО
- 33-я миссия (12/82 - 12/83): Шеф — Клод ЧАУФРИАСС
- 34-я миссия (12/83 - 01/85): Шеф — Мишель ЭНГЛЕР
- 35-я миссия (01/85 - 12/85): Шеф — Фрэнсис-Ален де МОНТАЖ
- 36-я миссия (12/85 - 01/87): Шеф — Жан-Поль СТЕФАНИНИ
- 37-я миссия (01/87 - 01/88): Шеф — Христиан ГРИВИС
- 38-я миссия (01/88 - 12/88): Шеф — Жак ДЮРИХ
- 39-я миссия (12/88 - 12/89): Шеф — Жан-Франсуа ХУССИН
- 40-я миссия (12/89 - 01/91): Шеф — Клод ЧАУФРИАСС
- 41-я миссия (01/91 - 01/92): Шеф — Бернард ЛЕФЕБВРЕ
- 42-я миссия (01/92 - 01/93): Шеф — Жорж РЕВЕРТЕ
- 43-я миссия (01/93 - 12/93): Шеф — Жиль КЕРЛИДОУ
- 44-я миссия (12/93 - 01/95): Шеф — Жак ДЮРИХ
- 45-я миссия (01/95 - 12/95): Шеф — Жан-Батист SEIGNEURIC
- 46-я миссия (12/95 - 12/96): Шеф — Чарльз-Жиль ТЭСТА
- 47-я миссия (12/96 - 12/97): Шеф — Жиль ШАНЕТ
- 48-я миссия (12/97 - 01/99): Шеф — Ричард Г.А.
- 49-я миссия (01/99 - 01/00): Шеф — Жан Клод ЛАВАЛ
- 50-я миссия (01/00 - 03/01): Шеф — Мишель ГАЛЛИОТ
- 51-я миссия (03/01 - 03/02): Шеф — Дидье ДРОУЕТ
- 52-я миссия (03/02 - 01/03): Шеф — Филипп МАРСИЛЛ
- 53-я миссия (01/03 - 01/04): Шеф — Ричард Г.А.
- 54-я миссия (01/04 - 12/04): Шеф — Фредерик Чамплей
- 55-я миссия (12/04 - 01/06): Шеф — Дидье БЕЛЛЕУД
- 56-я миссия (01/06 - 01/07): Шеф — Ариана Ричасси
- 57-я миссия (01/07 - 12/07): Шеф — Франк ГЕРАРД
- 58-я миссия (12/07 - 12/08): Шеф — Тьерри Делес
- 59-я миссия 1 (12/08 - 11/09): Шеф — Лоуренс де ла ФЕРРИЕР
- 59-я миссия 2 (11/09 - 12/09): Шеф — Бернард БЕГАДИД
- 60-я миссия (12/09 - 12/10): Шеф — Marie-France ROY
- 61-я миссия (12/10 - 12/11): Шеф — Марион ФРАНКОИС
- 62-я миссия (12/11 - 12/12): Шеф — Арно КИНИУ
- 63-я миссия (12/12 - 12/13): Шеф — Максим Аиметти
- 64-я миссия (12/13 - 13/14): Шеф — Стефан КОТТЕРЕС
- 65-я миссия (13/14 - 14/15): Шеф — Франсуа ГРОСВАЛЕТ[3]